# Anisacanthus stramineus
Anisacanthus stramineus är en akantusväxtart som beskrevs av Rupert Charles Barneby. Anisacanthus stramineus ingår i släktet Anisacanthus och familjen akantusväxter. Inga underarter finns listade i Catalogue of Life.